# سان بول كاب دي جو
سانت بول كاب دي جو (بالفرنسية: Saint Paul Cap de Joux) ، هي بلدية الفرنسية في تارن (إقليم فرنسي) , منطقة ميدي بيرينه.

## تاريخ
قبل عام 1891، كانت المدينة تسمى عادة سان بول دي دميات.
- في 1622، خدم القديس بولس كقاعدة خلفية في الزعيم البروتستانتي في المنطقة، هنري دي بوربون، ماركيز Malauze1، أثناء حصار التمرد هاجينوت خلال Briatexte

## الديموغرافيا
في عام 2011، كانت البلدة 1،078 نسمة. ومن المعروف التغييرات في عدد السكان في جميع أنحاء التعداد السكاني التي نفذت في البلدة منذ 1793 من القرن الحادي والعشرين، وتعقد التعداد الفعلي للبلديات مع أقل من 10،000 نسمة كل خمس سنوات، بدلا من المدن الأخرى التي لديها مسح كل annéeNote 1، 2 ملاحظة.